# Designer Brands
Designer Brands Inc. (NYSE: DBI) eller Designer Shoe Warehouse er en amerikansk fodtøjsvirksomhed, der designer, producerer og sælger sko og andet fodtøj. De har 501 skobutikker: Designer Shoe Warehouse, Camuto og Shoe Warehouse.
De ejer også private label fodtøjsmærker som: Audrey Brooke, Kelly & Katie, Lulu Townsend og Poppie Jones.
Virksomheden blev etableret i 1969 som Shonac Corporation, as the shoe licensee for Value City.